# Bone Wars
Bone Wars (dt.: „Knochenkriege“) ist ein in der US-amerikanischen Presse und populärwissenschaftlichen Literatur verwendeter Begriff, der die persönliche und wissenschaftliche Auseinandersetzung der beiden US-amerikanischen Paläontologen Othniel Charles Marsh und Edward Drinker Cope gegen Ende des 19. Jahrhunderts beschreibt. Während der Fehde der beiden Männer wurden über 142 neue Dinosaurierarten entdeckt, darunter Arten wie Triceratops, Diplodocus, Stegosaurus, Allosaurus und Camarasaurus.

## Marsh und Cope

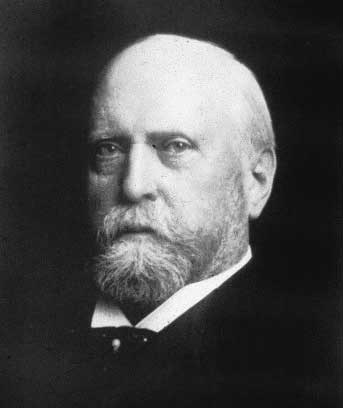
Othniel Charles Marsh (1831–1899)

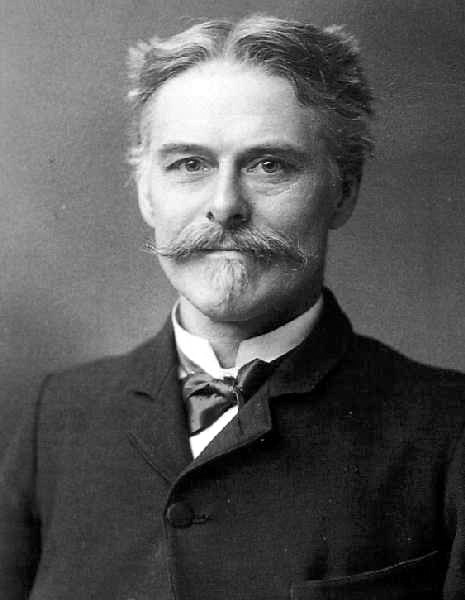
Edward Drinker Cope (1840–1897)

Othniel Charles Marsh war der Neffe des Industriellen und Bankiers George Peabody, der ihn finanziell unterstützte und förderte und ihm große Teile seines Vermögens vererbte. Diese Mittel ermöglichten ihm später, auf eigene Kosten Forschungsreisen durchzuführen und qualifizierte Mitarbeiter aus eigener Tasche zu bezahlen. Marsh studierte in Andover (Massachusetts) und in Yale. Auf seinen Vorschlag hin stiftete Peabody der Universität ein Museum (heute das Peabody Museum of Natural History), unter der Bedingung, dass Marsh eine Professur dort erhielt, die er 1866 antrat und bis zum Lebensende behielt. Marsh war seiner Ausbildung nach Geologe, kein Paläontologe, und besaß in Wirbeltieranatomie keine besonderen Kenntnisse. Er glich dies aus, indem er qualifizierte Paläontologen einstellte, wobei er diesen verbot, unter eigenem Namen zu publizieren, so dass alle Ergebnisse unter seinem eigenen Namen erschienen. Er wurde wegen seiner Energie und Tatkraft geachtet, war aber wegen seines Egoismus innerhalb der Paläontologie verhasst und besaß innerhalb des Fachs keine Freunde, seine früheren Assistenten wurden später ausnahmslos zu erbitterten Feinden von ihm.
Edward Drinker Cope wurde in eine Quäker-Familie hineingeboren und religiös erzogen. Im Alter von 16 Jahren sollte er die elterliche Farm übernehmen, setzte aber nach vier Jahren wegen seiner wissenschaftlichen Interessen seine Ausbildung fort. Er wurde unter anderem durch den bedeutenden Paläontologen Joseph Leidy ausgebildet und arbeitete zeitweise an der Academy of Natural Sciences of Philadelphia. 1864 erhielt er eine Professur in Harvard, die er 1868 aufgab, um sich ausschließlich paläontologischer Forschung widmen zu können. Anders als sein Rivale Marsh besaß Cope auch persönlich einen guten Ruf als Wirbeltier-Paläontologe. Privat galt er als umgänglich und freundlich.
Marsh und Cope lernten sich persönlich bei einem Treffen Anfang der 1860er Jahre in Europa kennen. Fest steht, dass beide durchaus Respekt voreinander hatten und auch eine Freundschaft begründeten. Als beide wieder in den USA arbeiteten, taten sie dies anfangs oft gemeinsam. So forschten beide an einer Fundstätte an der Küste New Jerseys (bei Haddonfield), wo Cope begann, die Mergelgruben nach Fossilien zu durchforsten. Marsh las Copes Artikel hierzu und schlug dem Freund vor, die Grube gemeinsam unter die Lupe zu nehmen. Die Hochachtung unter beiden war so groß, dass sie sogar Funde nach dem jeweils anderen benannten. Cope nannte eine Echse Colosteus marshii, Marsh revanchierte sich mit Mosasaurus copeanus bei seinem Freund.
In dieser Zeit waren die beiden noch keine „Dinosaurierjäger“. Es wurde vor Marsh und Cope nur ein Dinosaurier in Nordamerika entdeckt: Ein Hadrosaurus durch Joseph Leidy (1858) in New Jersey. Cope entdeckte den zweiten Dinosaurier auch in New Jersey und nannte ihn Laelaps aquilunguis (heute nach Marsh Dryptosaurus). Die überwiegende Mehrzahl der spektakulären Fundstellen liegt aber im Westen des Kontinents, dessen Erforschung in dieser Zeit, nach dem Bau der Union Pacific Railroad, erst begann. Regierungsbehörden fingen in dieser Zeit an, wissenschaftliche Forschungen in den neu eroberten Territorien im Westen zu unterstützen, die dann später (1879) zum United States Geological Survey vereinigt wurden, was sowohl Marsh wie auch Cope nutzten. In den 1870er Jahren führte Marsh als Chef einer Forschungsgesellschaft aus Yale eine Reihe von Expeditionen in die Rocky Mountains durch, die er selbst bezahlte. Obwohl finanziell schlechter ausgestattet, konnte auch Cope hier forschen. Beide konnten dabei auf die Ressourcen und Unterstützung verschiedener staatlicher Forschungsteams zugreifen.

## Marsh gegen Cope
Marsh und Cope waren durch diese Entwicklung nun wissenschaftliche Rivalen in einem produktiven, neuen Forschungsfeld. Beide begannen, in hohem Tempo ihre Funde zu beschreiben, wohl auch, um dem Rivalen zuvorzukommen, dem ja ähnliches Material zugänglich war, wo also dieselben Arten entdeckt werden konnten. Marsh stand das in Yale herausgegebene American Journal of Science dafür exklusiv zur Verfügung. Um mithalten zu können, übernahm Cope die Herausgabe des American Naturalist und gründete später, um noch schneller zu sein, sein eigenes Journal Palaeontological Bulletin. Im Laufe der Zeit wurde das Verhältnis zwischen beiden immer gespannter, sie publizierten nun auch offen Polemiken und herabsetzende Berichte über die Ergebnisse des Konkurrenten.
Aufgrund seines Einflusses und der besseren Vernetzung in tonangebenden Kreisen war Marsh dabei in den 1870er Jahren zunächst weitaus erfolgreicher. Ihm gelang es, zum offiziellen Wirbeltierpaläontologen des US Geological Survey ernannt zu werden, dessen Mittel ihm nun exklusiv zur Verfügung standen. Parallel begann er seinen Einfluss zu nutzen, um die Publikation von Copes Forschungsergebnissen hinter den Kulissen zu hintertreiben. Da ihm staatliche Mittel durch Marshs Einfluss verwehrt blieben, versuchte dieser sich als Spekulant in Bergbauaktien, um Geld aufzutreiben, verlor aber dadurch den größten Teil seiner verbliebenen finanziellen Mittel. 1889 konnte er durch Annahme einer Professur an der University of Philadelphia den Ruin abwenden. Das Blatt wendete sich 1892, als Marsh wegen seiner finanziellen Extravaganzen seine Position beim Geological Survey und die damit verbundenen Mittel und Einflussmöglichkeiten verlor. Da auch seine immensen persönlichen Einkünfte nicht mehr ausreichten, um seinen aufwändigen Lebensstil und seine ehrgeizigen Publikationspläne zu finanzieren, musste er, erstmals im Leben, bei der Universität um ein Gehalt als Professor nachfragen. Copes Lage verbesserte sich parallel, als er am Lehrstuhl die Nachfolge Leidys antreten konnte, außerdem verkaufte er dem American Museum of Natural History für eine hohe Summe Teile seiner Fossiliensammlung.
Einige anekdotische Berichte können die Feindschaft illustrieren.

### DieElasmosaurus-Diskussion

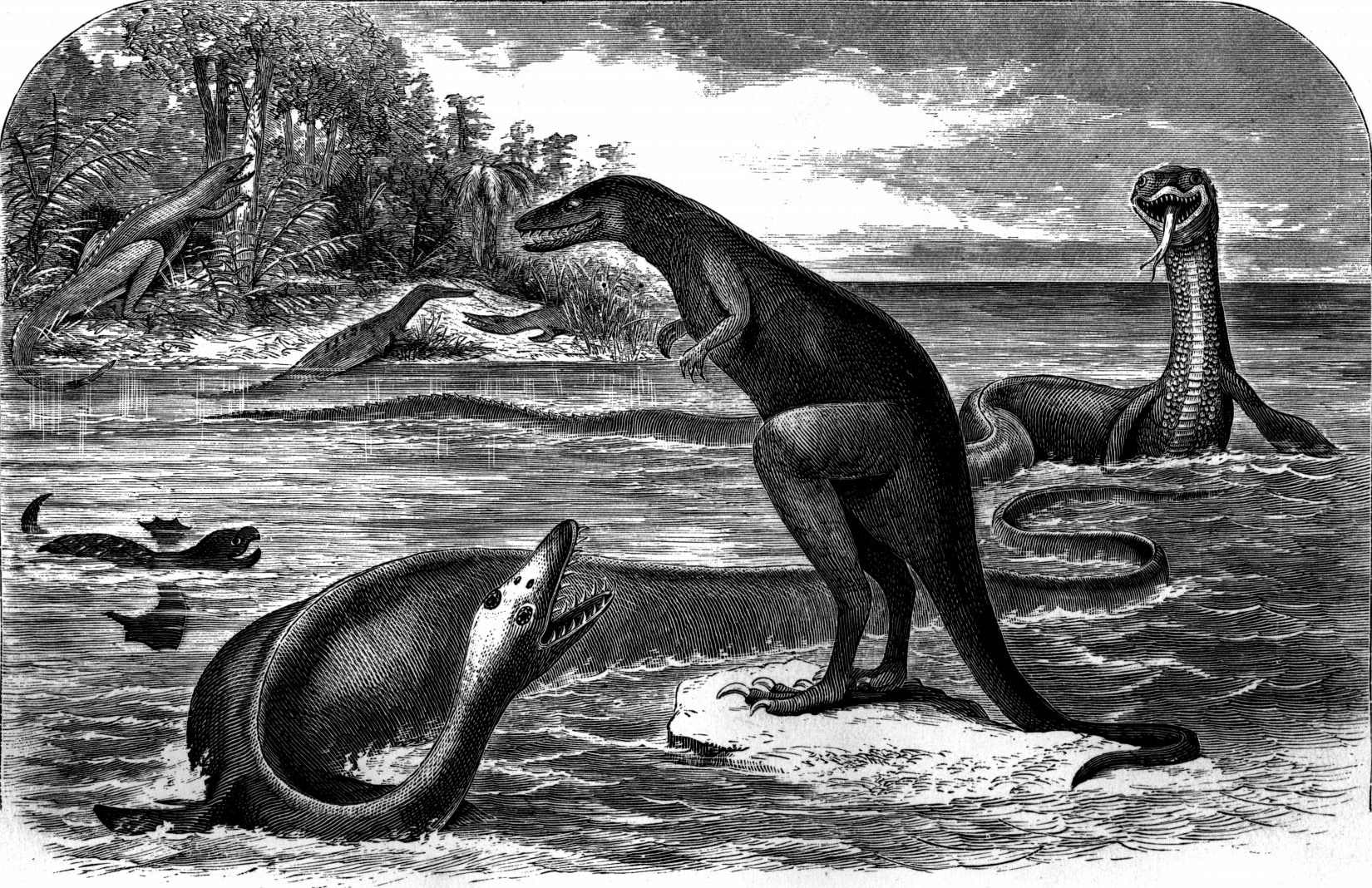
Diese Zeichnung Copes, veröffentlicht im Artikel „The fossil reptiles of New Jersey“ im American Naturalist im Jahr 1869, zeigt zwei Elasmosaurus (vorn links und rechts hinten) mit kurzem Hals und absurd langem Schwanz, da Cope die Anatomie der Wirbel missdeutet und den Kopf versehentlich an das Schwanzende gesetzt hatte.

1869 dürfte der Zündfunke für den „Kampf um die Knochen“ gelegt worden sein. Cope hatte sich bei einer Rekonstruktion des Elasmosaurus platyrus vertan. Er hatte den Kopfteil mit dem Schwanzteil verwechselt. Als Marsh das sah, musste er lange lachen und wies den Kollegen auf den Fehler hin. Die Fachwelt nahm davon kaum Notiz, Cope allerdings dürfte es so mitgenommen haben, dass er darauf beharrte, es dem Kollegen heimzuzahlen.

### Smoke Hill River
Marsh zog aus New Jersey ab und reiste Richtung Westen weiter. Dabei wurde er unter anderem von Buffalo Bill (William Cody) begleitet, der ihm laut seinen Aussagen ein Leben lang ein Freund war. Während der Tour hielten sie am Loup Fork River. Hier brachte Marsh zahlreiche Knochen von Kamelen, Rhinozerossen und anderen Säugern ans Tageslicht. In Kansas beim Smoky Hill River fand er schließlich eine weitere vielversprechende Lagerstätte von Fossilien. Unter anderem fand er die Überreste eines Flugsauriers, der alle aus Europa bekannten Exemplare an Größe übertraf. Als Cope von den Funden erfuhr, folgte er seinem Kollegen, der in der Zwischenzeit jedoch schon weitergezogen war. Das hinderte Cope jedoch nicht daran, doch noch nach weiteren Zeugnissen der Vergangenheit zu suchen und er wurde hier auch fündig. Er fand einerseits ein Relikt des Mosasauriers, auf der anderen Seite entdeckte auch er einen Pterosaurier, der den von Marsh an Größe noch übertraf. Zusätzlich grub Cope hier seinen zweiten Dinosaurier aus, während Marsh bislang noch keinen gefunden hatte.

### Die Rocky Mountains
Die nächste Etappe des Knochenkrieges spielte ebenfalls im Westen der USA. In den Uinta Mountains steckte Marsh seinen ersten Claim ab – hier beanspruchte er allein das Grabungsrecht. Cope hatte das akzeptiert und grub nur am Rande der von Marsh beanspruchten Zone. Ebenfalls vor Ort war der Forscher Joseph Leidy, der hier die Randgebiete durchstreifte. Wie es der Zufall wollte, entdeckten alle drei beinahe zur selben Zeit ein neues Säugetier und jeder beschrieb es für sich. Marsh nannte das Tier Dinoceras, bei Cope hieß es Loxolophodon, Leidy gab ihm den Namen Uintatherium. Da Leidy die Erstentdeckung nachgewiesen wurde, heißt das Tier nun auch so, die zwei Rivalen hatten das Nachsehen.

### Getrennte Wege
Die nächsten Jahre bestritten die beiden Forscher auf unterschiedlichen Territorien. Während Cope eine große Expedition nach Missouri zum Judith River in direkter Nachbarschaft der Crow-Indianer unternahm und dort auch fündig wurde, verschlug es Marsh zu den Black Hills, die im Territorium der Sioux lagen und auch der berühmte Schauplatz der Schlacht vom Little Big Horn 1876 war nicht weit davon entfernt. Beide Gebiete waren also heiß umkämpft zwischen den neuen Siedlern und den einheimischen Indianern. Cope erlangte den Respekt und die Achtung der Indianer durch Zurschaustellung seiner Zahnprothese – ein Werkzeug, welches den Indianern gänzlich unbekannt war. Marsh hingegen ging diplomatisch vor: Er versprach dem Sioux-Häuptling Red Cloud, die Lage der Sioux in Washington bekannt zu machen und für sie vorzusprechen. Das hat er auch gemacht – bewirkt hat es freilich wenig. Dennoch war dadurch seine Freundschaft zum Stamm und ein ungefährdetes Arbeiten in der Region gesichert.
Cope war nun der erste, der erfolgreich einen Dinosaurierfund vermelden konnte: Er taufte diesen auf den Namen Monoclonius, dabei handelt es sich um einen Ceratopier („Horndinosaurier“). Marsh hatte in diesem Spiel allerdings das bessere Blatt: Seine Funde waren so gewaltig, dass er eine Lieferung von zwei Tonnen Fossilien ans Peabody Museum senden konnte, die von seinem Onkel für Yale gestiftet wurden.

### Das Ende der Bone Wars

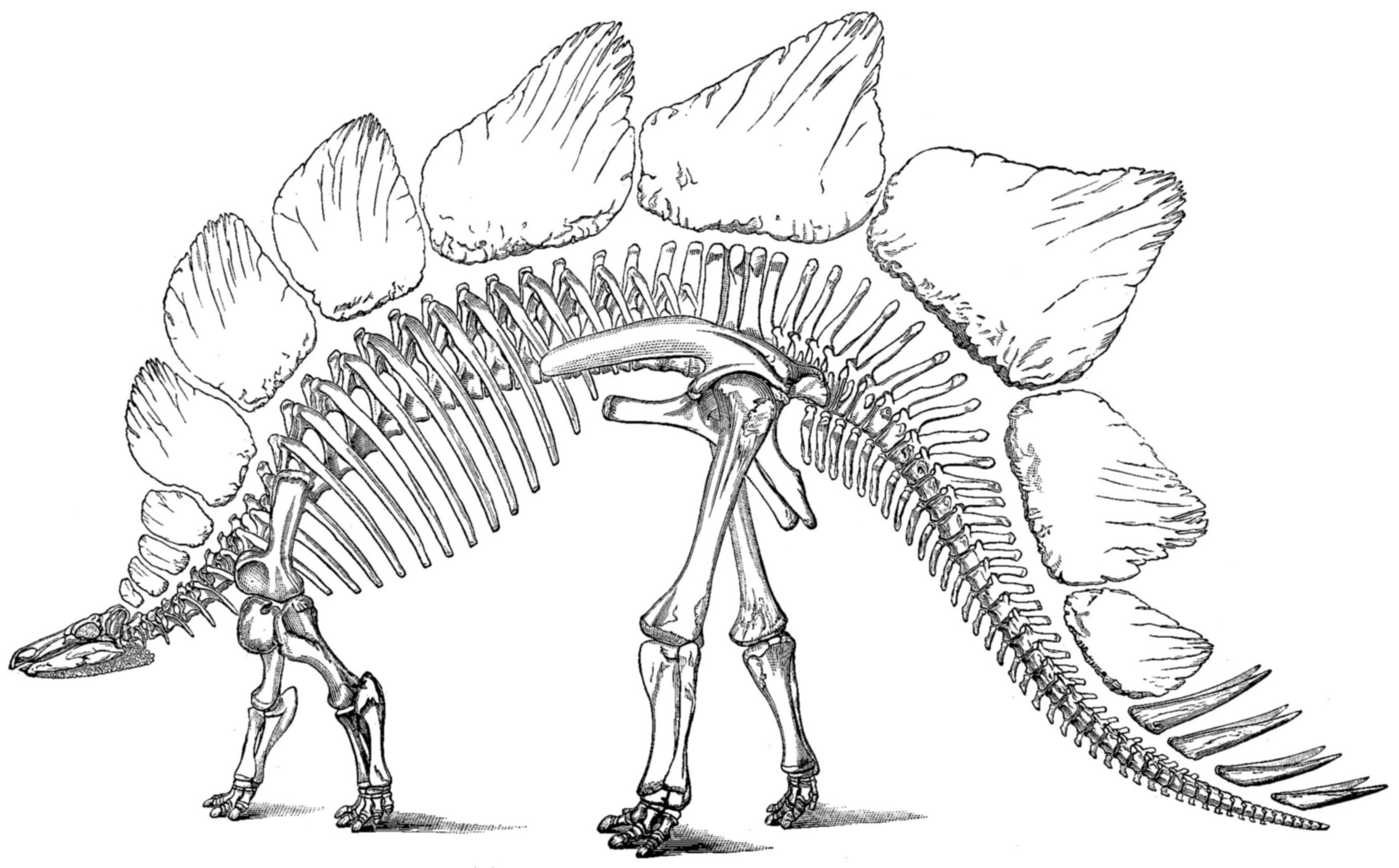
Marshs Illustration eines Stegosaurus (1896), von ihm gefunden und benannt im Jahre 1877

Zwischen den beiden Forschern kam es nie zu einer Versöhnung. Cope verstarb 1897 an einem Nierenversagen, Marsh 1899 an einer Lungenentzündung. Jedoch war die Auseinandersetzung schon zuvor zur Ruhe gekommen. Nachdem Marsh seine Position und seinen Einfluss, Cope damit zu schaden, verloren hatte, war ein wichtiger Grund der Feindschaft entfallen. Cope wurde gegen Ende seines Lebens sesshafter. Obwohl er 1893 eine letzte Forschungsreise in den Westen unternahm, beschränkte er sich weitgehend darauf, über das bereits vorliegende Material zu publizieren. Auch Marsh fehlten nun die Mittel, seine rastlose Tätigkeit im gewohnten Stil aufrechtzuerhalten. Er veröffentlichte 1896 sein monumentales Werk „The Dinosaurs of North America“ und versuchte, erfolglos, einen großen Museumsneubau zur angemessenen Präsentation seiner Funde anzustoßen. Kurz vor seinem Tode schenkte er seine gesamten Funde dem Peabody Museum, wo sie bis heute ausgestellt sind.
Während der gesamten Zeit haben die beiden Forscher viele neue Arten entdeckt und wissenschaftlich beschrieben, insgesamt entdeckte Marsh 86 Dinosauriergattungen und Cope 56, dazu kamen Beschreibungen vieler weiterer Fossilien aus dem Mesozoikum. In einem Fall führte ein Fund zu 16 wissenschaftlichen Beschreibungen mit insgesamt 22 Namen.
Um dem anderen keine neuen Funde zu überlassen, wurden die angeheuerten Grabungshelfer auch für Sabotageaktionen eingesetzt. Dies ging so weit, dass man verlassene Fundorte als Abschlussarbeit von möglichen weiteren Fossilien bereinigte, indem diese zerstört wurden, um sie dem jeweiligen Kontrahenten vorzuenthalten. Es ist nicht auszumachen, wie viele Fossilien von wissenschaftlichem Wert hierdurch verloren gingen.
Nach dem Urteil Alfred Romers waren Verlierer der Auseinandersetzung beide Forscher. Spätere Forscher waren nach den Bone Wars noch Jahrzehnte damit beschäftigt, die Funde zu ordnen und ihnen gültige wissenschaftliche Namen zu geben. Durch die oft hastigen und übereilten Beschreibungen infolge der Fehde wurde die Forschung teilweise sogar behindert, viele wissenschaftliche Namen waren dadurch noch Jahrzehnte ungeklärt.

## Künstlerische Rezeption
Die Rivalität zwischen Marsh und Cope bildet den Hintergrund des Romans Dragon Teeth von Michael Crichton.